# Ross (Ohio)
Ross és una concentració de població designada pel cens dels Estats Units a l'estat d'Ohio. Segons el cens del 2000 tenia 1.971 habitants.

## Demografia
Segons el cens del 2000, Ross tenia 1.971 habitants, 725 habitatges, i 551 famílies. La densitat de població era de 447,7 habitants/km².
Dels 725 habitatges en un 37,8% hi vivien nens de menys de 18 anys, en un 58,9% hi vivien parelles casades, en un 12% dones solteres, i en un 24% no eren unitats familiars. En el 20,1% dels habitatges hi vivien persones soles el 8,1% de les quals corresponia a persones de 65 anys o més que vivien soles. El nombre mitjà de persones vivint en cada habitatge era de 2,72 i el nombre mitjà de persones que vivien en cada família era de 3,13.
Per edats la població es repartia de la següent manera: un 27,1% tenia menys de 18 anys, un 9,3% entre 18 i 24, un 29,2% entre 25 i 44, un 22,9% de 45 a 60 i un 11,5% 65 anys o més.
L'edat mediana era de 36 anys. Per cada 100 dones de 18 o més anys hi havia 91,3 homes.
La renda mediana per habitatge era de 41.429 $ i la renda mediana per família de 46.354 $. Els homes tenien una renda mediana de 37.463 $ mentre que les dones 26.167 $. La renda per capita de la població era de 18.701 $. Aproximadament el 4,1% de les famílies i el 3,6% de la població estaven per davall del llindar de pobresa.

## Poblacions més properes
El següent diagrama mostra les poblacions més properes.